# Corona-Verordnung (Baden-Württemberg)
Die Corona-Verordnung – CoronaVO (amtlicher Titel: Verordnung der Landesregierung über infektionsschützende Maßnahmen gegen die Ausbreitung des Virus SARS-Cov-2) war eine Verordnung anlässlich der COVID-19-Pandemie in Baden-Württemberg, die ursprünglich am 16. März 2020 von der Landesregierung erlassen wurde. Seitdem wurde sie dreizehnmal neu gefasst, zuletzt am 27. September 2022. Rechtsgrundlage der Verordnung war zuletzt § 32 des Infektionsschutzgesetzes (IfSG). Die Verordnung wurde mit Wirkung vom 1. März 2023 aufgehoben.

## Inhalt
Inhalt der Verordnung der Landesregierung über infektionsschützende Maßnahmen gegen die Ausbreitung des Virus SARS-Cov-2 in der Fassung vom 16. März 2020 (GBl. S. 117) war die Schließung von Schulen und Kindertagesstätten ab 17. März 2020 und die Notbetreuung an diesen. Außerdem wurde damit der Studienbetrieb aller Hochschulen und Universitäten im Land untersagt, die Versammlungsfreiheit wurde eingeschränkt, Besuchseinschränkungen von Kliniken, Alten-, Pflegeheimen und Einrichtungen der Behindertenhilfe festgelegt und der Betrieb von Gaststätten nur unter strengen Auflagen erlaubt. Kultureinrichtungen jeglicher Art, Bildungseinrichtungen jeglicher Art, Kinos, Schwimmbäder, Sportstätten, Bibliotheken, Prostitutionsbetriebe, Diskotheken, Clubs und Bars mussten den Betrieb einstellen. Die Verordnung sollte am 15. Juni 2020 außer Kraft treten.

## Neufassungen

### Erste Neufassung
Die zweite Verordnung der Landesregierung über infektionsschützende Maßnahmen gegen die Ausbreitung des Virus SARS-Cov-2 vom 17. März 2020 (GBl. S. 120) ersetzte die CoronaVO vom 16. März. Neben den Inhalten der Fassung vom 16. März wurde die Liste der zu schließenden Einrichtungen um Spiel-, Bolzplätze, Freizeit-, Tierparks und alle Verkaufsstellen des Einzelhandels (mit Ausnahme des „Einzelhandel[es] für Lebensmittel, Wochenmärkte, Abhol- und Lieferdienste, Getränkemärkte, Apotheken, Sanitätshäuser, Drogerien, Tankstellen, Banken und Sparkassen, Poststellen, Frisöre, Reinigungen, Waschsalons, der Zeitungsverkauf, Hofläden, Raiffeisen-, Bau-, Gartenbau- und Tierbedarfsmärkte und der Großhandel“) erweitert. Die Verordnung sollte am 15. Juni 2020 außer Kraft treten.

#### Verordnung zur Änderung der CoronaVO
Am 20. März 2020 wurde die Verordnung der Landesregierung zur Änderung der Corona-Verordnung (GBl. S. 133) verkündet, diese trat am darauffolgenden Tag in Kraft. Mit der Änderung wurde das Verweilen von mehr als drei Personen im öffentlichen Raum untersagt. Außerdem wurden alle Versammlungen, auch im Privaten, mit mehr als fünf Personen verboten. Fahrten aus den Risikogebieten nach Baden-Württemberg waren nur noch erlaubt, zur Berufsausübung, zur Warenlieferung und aus besonderen persönlichen Gründen (z. B. Todesfall). Gaststätten mussten schließen, der Hol- und Lieferservice war weiter gestattet. Friseure, Nagelstudios und Ähnliches mussten schließen. Hotels und Pensionen mussten für Touristen schließen, dienstlich Reisende durften noch aufgenommen werden. Die Ausgabestellen der Tafeln durften ihren Betrieb wieder aufnehmen.

#### Zweite Verordnung zur Änderung der CoronaVO
Mit der Zweiten Verordnung der Landesregierung zur Änderung der Corona-Verordnung (GBl. S. 135) wurden die Regelungen des Bund-Länder-Beschlusses zur räumlichen Distanzierung im Wesentlichen umgesetzt. Ab dem Inkrafttreten, am 22. März 2020, war der Aufenthalt im öffentlichen Raum nur noch mit einer weiteren, nicht im Haushalt lebenden, Person gestattet. Im öffentlichen Raum musste, wo immer möglich, ein Mindestabstand von 1,5 Meter zu anderen Personen gehalten werden. Außerdem durften Betriebskantinen wieder öffnen.

#### Dritte Verordnung zur Änderung der CoronaVO
Die Dritte Verordnung der Landesregierung zur Änderung der Corona-Verordnung (GBl. S. 153) trat am 29. März 2020 in Kraft. Neben kleinen Änderungen bezüglich der Öffnung und Schließung einzelner Einzelhändler, dem Stattfinden von Prüfungen an den Hochschulen für Polizei und für Rechtspflege wurden Verstöße gegen die Corona-Verordnung zu Ordnungswidrigkeiten erklärt. Außerdem wurde festgelegt, dass geöffnete Einzelhändler, durch Zutrittskontrollen oder andere geeignete Maßnahmen, den einzuhaltenden Mindestabstand sicherzustellen zu haben.

#### Vierte Verordnung zur Änderung der CoronaVO
Am 10. April 2020 trat die Vierte Änderung der Landesregierung zur Änderung der Corona-Verordnung (GBl. S. 181) in Kraft. Inhaltlich wurde die Verordnung um eine Verordnungsermächtigung für Maßnahmen der Ein- und Ausreise für das Sozialministerium, um ein umfassendes Prostitutionsverbot, um die Einschränkung von zahnärztlichen Behandlungen und Maßnahmen in den Landeserstaufnahmeeinrichtungen erweitert.

#### Fünfte Verordnung zur Änderung der CoronaVO
Mit der Fünften Verordnung der Landesregierung zu Änderung der Corona-Verordnung (GBl. S. 189) durfte der Studienbetrieb an den Hochschulen und Universitäten in digitaler Form wiederaufgenommen werden. Außerdem wurde die Schließung der Schulen und Kindertagesstätten bis 3. Mai 2020 verlängert. Die Ausnahmen zur Öffnung wurde für Einzelhändlern wurden um alle Geschäfte mit unter 800 Quadratmetern Ladenfläche, sowie um Auto-, Fahrrad- und Buchhändler unabhängig von der Größe und für Bibliotheken und Archive generell, erweitert. Außerdem wurde das Sozialministerium ermächtigt, Rechtsverordnungen zu erlassen, die die Einzelheiten zur Datenweitergabe zwischen Gesundheitsamt und Polizei aus Gründen des Infektionsschutzes regeln. Artikel 1 trat am 18. April, Artikel 2 am 20. April 2020 in Kraft.

#### Sechste Verordnung zur Änderung der CoronaVO
Artikel 1 der Sechsten Verordnung der Landesregierung zur Änderung der Corona-Verordnung vom 23. April 2020 (GBl. S. 192) trat am 27. April 2020 in Kraft und erweiterte die Notbetreuung an den Schulen und Kindertagesstätten und führte eine Pflicht zum Tragen von Alltagsmasken im öffentlichen Nahverkehr und im Einzelhandel ein. Artikel 2, in Kraft ab dem 4. Mai 2020, regelte die teilweise Wiederaufnahme des Schulbetriebs und ermächtige das Kultusministerium, weitergehende Verordnungen zu erlassen, um die Wiederaufnahme des Schulbetriebs zu regeln.

#### Siebte Verordnung zur Änderung der CoronaVO
Die Siebte Verordnung der Landesregierung zur Änderung der Corona-Verordnung vom 2. Mai 2020 (GBl. S. 206) trat am 4. Mai 2020 in Kraft. Sie erlaubte Ausnahmen vom Veranstaltungs- und Versammlungsverbot für religiöse Veranstaltungen, näheres regelte eine Verordnung des Kultusministeriums. Außerdem erlaubte sie die Öffnung von Zoos, botanischen Gärten, Museen, Gedenkstätten und Spielplätzen ab dem 6. Mai 2020 nach Richtlinien des Sozialministeriums. Private Bildungseinrichtungen, zum Beispiel die der Handwerkskammern, durften zur Vorbereitung und zum Abnehmen der Prüfungen den Betrieb wieder aufnehmen. Die zuständigen Ministerien wurden ermächtigt, weitergehende Verordnungen zu erlassen. Musik- und Jugendkunstschulen durften den Betrieb, unter Einschränkungen, ebenfalls wieder aufnehmen. Außerdem wurden Regelungen aus der gesondert erlassenen Corona-Verordnung § 111a SGB V in die CoronaVO überführt und Regelungen für Bewohner von Alten- und Pflegeheim aufgenommen, da beide Verordnungen mit Ablauf des 3. Mai 2020 außer Kraft traten.

### Zweite Neufassung
Die dritte Verordnung der Landesregierung über infektionsschützende Maßnahmen gegen die Ausbreitung des Virus SARS-CoV-2 vom 9. Mai 2020 (GBl. S. 266), gültig ab 11. Mai 2020 ersetzte die Fassung vom 17. März, zuletzt geändert am 2. Mai. Neben den beschriebenen Beschränkungen und Lockerungen in der vorherigen Fassung erlaubte die Neufassung der CoronaVO den Aufenthalt von zwei Haushalten im öffentlichen Raum, körpernahe Dienstleister durften mit Hygieneauflagen wieder für den Kundenverkehr öffnen und die Maskenpflicht wurde auf den schienengebundenen Personenfernverkehr sowie Flughäfen erweitert. Daneben wurde geregelt, dass der Sportbetrieb auf Sportanlagen unter freiem Himmel unter Auflagen wieder gestattet war, die genaue Ausgestaltung wurde in einer weiteren Rechtsverordnung geregelt. Außerdem enthält sie beginnend mit dem 18. Mai 2020 die Öffnung von Restaurants und Freizeiteinrichtungen im Außenbereich, sowie die teilweise Öffnung von Campingplätzen und Ferienwohnungen mit Selbstversorgung, das Sozialministerium wurde ermächtigt, mit weiteren Verordnungen den Betrieb von Einrichtungen zu gestatten und dafür Regelungen festzulegen.

#### Erste Verordnung zur Änderung der CoronaVO
Die Erste Verordnung zur Änderung der Corona-Verordnung (GBl. S. 289) trat am 18. Mai 2020 in Kraft und regelte die Wiederaufnahme des Betriebs von Kindertageseinrichtungen, Freizeiteinrichtungen im Außenbereich und der Fahrgastschifffahrt ab dem 18. Mai 2020, von Freizeitpark und Hotels sowie Campingplätze ab dem 29. Mai 2020, sowie die Wiederöffnung von privaten und öffentlichen Sportanlagen sowie Schwimm- und Hallenbäder für den Schwimmunterricht ab dem 2. Juni 2020. Außerdem gestattete die Änderung die weitgehende Wiederaufnahme des Bildungsbetriebs an Bildungsstätten für berufliche Bildung sowie die Lockerung der Besuchsverbote in Alten- und Pflegeeinrichtungen durch gesonderte Rechtsverordnungen.

#### Zweite Verordnung zur Änderung der CoronaVO
Die Zweite Verordnung zur Änderung der Corona-Verordnung (GBl. S. 325) wurde am 26. Mai 2020 notverkündet und trat am 27. Mai teilweise in Kraft. Wesentliche Änderung war ein Verbot von Veranstaltungen mit mehr als 500 Personen bis einschließlich 31. August 2020. Veranstaltungen im Privaten waren mit der Änderung ab 27. Mai wieder mit bis zu zehn Personen erlaubt. Außerdem erlaubt die Änderung die Öffnung von Kultureinrichtungen mit festen Sitzplätzen für bis zu 100 Personen ab dem 1. Juni und ab dem 2. Juni von Bars und Kneipen. Das Sozialministerium und das Wirtschaftsministerium wurden durch die Änderung ermächtigt, weitergehende Verordnung zu erlassen, die die konkreten Regelungen zur Öffnung touristischer Angebote und Kultureinrichtungen mit festen Sitzplätzen regeln. Kontaktbeschränkung und Abstandsgebot wurden durch die Änderung bis 14. Juni verlängert.

#### Dritte Verordnung zur Änderung der CoronaVO
Die Dritte Verordnung zur Änderung der CoronaVO wurde am 9. Juni 2020 notverkündet und trat am 10. Juni bzw. 15. Juni in Kraft. Insgesamt wurden die Gültigkeit der Verordnung und insbesondere die Kontaktbeschränkung und das Abstandsgebot damit bis 1. Juli verlängert. Die zulässige Personenzahl für den Aufenthalt im öffentlichen Raum wurde auf zehn Personen erhöht, außerdem wurden private Veranstaltungen mit bis zu 20 Teilnehmern, bzw. einer unbegrenzten Anzahl von Teilnehmern, wenn diese alle miteinander verwandt waren, wieder gestattet. Außerdem wurde das Sozialministerium ermächtigt, Verordnungen zur Wiederinbetriebnahme von öffentlichen Saunen und das Verkehrsministerium zur Aufnahme des Reisebusverkehrs zu erlassen.

#### Vierte Verordnung zur Änderung der CoronaVO
Die Vierte Verordnung zur Änderung der CoronaVO wurde am 16. Juni verkündet und trat am 29. Juni in Kraft. Die Änderung ermöglichte die Aufnahme des Betriebs unter Pandemiebedingungen in den Kindertagesstätten und Grundschulen des Landes.

### Dritte Neufassung
Die vierte Verordnung der Landesregierung über infektionsschützende Maßnahmen gegen die Ausbreitung des Virus SARS-CoV-2 vom 23. Juni 2020 (GBl. S. 483) trat am 24. Juni 2020 teilweise und am 1. Juli 2020 vollständig in Kraft. Ziel der Neufassung war es, die Corona-Verordnung übersichtlicher zu gestalten und einzelne Corona-Verordnungen wie die Corona-Verordnung Freizeitparks, die Corona-Verordnung Gaststätten, die Corona-Verordnung Einzelhandlung und weitere in einen Verordnung zusammenzufassen. Inhalte ist neben den Regelungen der einzelnen Corona-Verordnungen auch das weiterhin bestehende Abstandsgebot und die Maskenpflicht, eine weiterhin bestehende Betriebsuntersagung für Diskotheken und Bordelle, eine maximale Personenanzahl von 20 bei Treffen im privaten und öffentlichen Raum sowie die Beschränkung der maximalen Personenanzahl für Veranstaltungen ab dem 1. Juli auf unter 250 Personen, ab dem 1. August auf unter 500 Personen. Die Regelungen zu Veranstaltungen sollten am 31. Oktober, alle übrigen Regelungen am 31. August 2020 außer Kraft treten.

#### Erste Verordnung zur Änderung der CoronaVO
Mit der Verordnung zur Änderung der Corona-Verordnung (GBl. S. 661) vom 28. Juli 2020 wurde eine Maskenpflicht an weiterführenden Schulen eingeführt und die Maßgaben zur Datenerhebung und -verarbeitung konkretisiert sowie die Regelungen, die ursprünglich ab 31. August außer Kraft treten sollten, auf 30. September verschoben.

#### Zweite Verordnung zur Änderung der CoronaVO
Am 22. September 2020 wurde die Verordnung mit der Zweite Verordnung der Landesregierung zur Änderung der Corona-Verordnung (GBl. S. 721) dahingehend verändert, dass eine Attestpflicht bei Nichteinhaltung der Maskenpflicht eingeführt wurde. Außerdem wurden Regelungen zum Tragen einer Mund-Nase-Maske in der Gastronomie, im Tourismusbereich und im Fahrschulverkehr konkretisiert und das Außerkrafttreten der Verordnung auf den 30. November 2020 verschoben.

#### Dritte Verordnung zur Änderung der CoronaVO
Die Dritte Verordnung der Landesregierung zur Änderung der Corona-Verordnung (GBl. S. 733) vom 6. Oktober 2020 konkretisierte die Angabe von Kontaktdaten dahingehend, dass diese korrekt und plausibel sein mussten.

#### Vierte Verordnung zur Änderung der CoronaVO
Mit der Vierten Verordnung der Landesregierung zur Änderung der Corona-Verordnung (GBl. S. 787) durften Prostitutionsbetriebe ihre Arbeit wieder aufnehmen.

#### Fünfte Verordnung zur Änderung der CoronaVO
Die Fünfte Verordnung der Landesregierung zur Änderung der Corona-Verordnung (GBl. S. 951) beinhaltete eine landesweite Maskenpflicht in Fußgängerzonen, in öffentlichen Einrichtungen sowie allen Bereichen im Freien, bei denen die Gefahr besteht, dass der Mindestabstand nicht eingehalten werden kann. Außerdem wurde die Höchstpersonenzahl bei Ansammlungen im öffentlichen und privaten Bereich auf zehn Personen bzw. zwei Haushalte begrenzt. Die höchste Personenzahl bei Veranstaltungen mit Hygienekonzept wurde wieder auf 100 gesenkt.

### Vierte Neufassung
Die fünfte Verordnung der Landesregierung über infektionsschützende Maßnahmen gegen die Ausbreitung des Virus SARS-CoV-2 vom 30. November 2020 (GBl. S. 1067) trat am 1. Dezember 2020 in Kraft. Sie wurde neunmal geändert.

### Fünfte Neufassung
Die sechste Verordnung der Landesregierung über infektionsschützende Maßnahmen gegen die Ausbreitung des Virus SARS-CoV-2 vom 7. März 2021 (GBl. S. 273) trat am 8. März 2021 in Kraft. Sie wurde einmalig mittels der Verordnung der Landesregierung zur Änderung der Corona-Verordnung vom 19. März 2021 (GBl. S. 298) geändert, welche mit Wirkung vom 22. März 2021 in Kraft trat.

### Sechste Neufassung
Die siebte Verordnung der Landesregierung über infektionsschützende Maßnahmen gegen die Ausbreitung des Virus SARS-CoV-2 vom 27. März 2021 (GBl. S. 343) trat am 29. März 2021 in Kraft. Sie strukturierte die Verordnungsinhalte neu und setzte Beschlüsse der Bund-Länder-Konferenz und Verwaltungsgerichtsentscheidungen um.

#### Erste Verordnung zur Änderung der CoronaVO
Die Erste Verordnung der Landesregierung zur Änderung der Corona-Verordnung vom 8. April 2021 (GBl. S. 382) fasste § 14b „Betrieb der Schulen“ neu und setzte damit hauptsächlich den Präsenzunterricht vom 12. bis 18. April 2021 aus. Sie trat nach Notverkündung am 12. April 2021 in Kraft.

#### Zweite Verordnung zur Änderung der CoronaVO
Die Zweite Verordnung der Landesregierung zur Änderung der Corona-Verordnung vom 17. April 2021 (GBl. S. 393) trat nach Notverkündung am 19. April 2021 in Kraft.

#### Dritte Verordnung zur Änderung der CoronaVO
Die Dritte Verordnung der Landesregierung zur Änderung der Corona-Verordnung vom 23. April 2021 (GBl. S. 405) trat nach Notverkündung am 24. April 2021 in Kraft.

#### Vierte Verordnung zur Änderung der CoronaVO
Die Vierte Verordnung der Landesregierung zur Änderung der Corona-Verordnung vom 1. Mai 2021 (GBl. S. 417) trat nach Notverkündung am 3. Mai 2021 in Kraft.

### Siebte Neufassung
Die achte Verordnung der Landesregierung über infektionsschützende Maßnahmen gegen die Ausbreitung des Virus SARS-CoV-2 vom 13. Mai 2021 (GBl. S. 431) trat am 14. Mai 2021 in Kraft und strukturiert die Verordnungsinhalte neu.

#### Verordnung zur Änderung der CoronaVO
Die erste Verordnung der Landesregierung zur Änderung der Corona-Verordnung vom 3. Juni 2021 (GBl. S. 477) setzte ein Gerichtsurteil des VGH um, das Öffnungen u. a. in Spielhallen ermöglicht (Inkrafttreten am 4. Juni 2021) sowie Einschränkungen im Rahmen der sinkenden Inzidenzzahlen lockerte und erleichterte (Inkrafttreten am 7. Juni 2021).

#### Zweite Verordnung zur Änderung der CoronaVO
Die Zweite Verordnung der Landesregierung zur Änderung der Corona-Verordnung vom 18. Juni 2021 (GBl. S. 501) setzte ein Gerichtsurteil des VGH um, das Öffnungen von Prostitutionsstätten ab dem 21. Juni ermöglicht (Inkrafttreten). Der Betrieb von diesen war siebeneinhalb Monate lang uneingeschränkt untersagt, wogegen eine Besitzerin geklagt hatte.

### Achte Neufassung
Die neunte Verordnung der Landesregierung über infektionsschützende Maßnahmen gegen die Ausbreitung des Virus SARS-CoV-2 vom 25. Juni 2021 (GBl. S. 550). Sie wurde ein Mal durch die erste Verordnung der Landesregierung zur Änderung der Corona-Verordnung vom 23. Juli 2021 (GBl. S. 665) geändert.

### Neunte Neufassung
Die zehnte Verordnung der Landesregierung über infektionsschützende Maßnahmen gegen die Ausbreitung des Virus SARS-CoV-2 vom 14. August 2021 (GBl. S. 714) trat am 16. August 2021 in Kraft. Sie wurde ein Mal durch die erste Verordnung der Landesregierung zur Änderung der Corona-Verordnung vom 11. September 2021 (GBl. S. 794) geändert. Diese Änderungsverordnung trat am 13. September 2021 in Kraft und änderte nur die Gültigkeit der Verordnung, die somit vom 13. auf den 20. September 2021 verlängert wurde.

### Zehnte Neufassung
Die elfte Verordnung der Landesregierung über infektionsschützende Maßnahmen gegen die Ausbreitung des Virus SARS-CoV-2 vom 15. September 2021 (GBl. S. 794) trat am 16. September 2021 in Kraft und setzte neue Anforderungen des novellierten Infektionsschutzgesetzes um. Dabei wurden erstmals Auslastungen von Krankenhäusern in der Norm vor die Sieben-Tage-Inzidenz gestellt.

#### Verordnung zur Änderung der CoronaVO
Die erste Verordnung der Landesregierung zur Änderung der Corona-Verordnung vom 13. Oktober 2021 (GBl. S. 853) trat am 15. Oktober 2021 in Kraft und führte ein 2G-Optionsmodell ein.

#### Zweite Verordnung zur Änderung der CoronaVO
Die Zweite Verordnung der Landesregierung zur Änderung der Corona-Verordnung vom 20. Oktober 2021 (GBl. S. 929) trat am 28. Oktober in Kraft, erweitert den Geltungsbereich des 2G-Optionsmodells und regelt die Veranstaltung von Weihnachtsmärkten.

#### Dritte Verordnung zur Änderung der CoronaVO
Die Dritte Verordnung der Landesregierung zur Änderung der Corona-Verordnung vom 23. November 2021 (GBl. S. 961) trat größtenteils am 24. November, vereinzelt am selben Tag in Kraft und führte insbesondere die Alarmstufe II ein.

#### Vierte Verordnung zur Änderung der CoronaVO
Die Vierte Verordnung der Landesregierung zur Änderung der Corona-Verordnung vom 3. Dezember 2021 (GBl. S. 981) trat am 4. Dezember in Kraft und weitete die Testpflicht für nicht komplett Immunisierte bei 2G-Zugangsregeln aus. Weiterhin wurde u. a. der Betrieb von Weihnachtsmärkten in der zu diesem Zeitpunkt ausgerufenen Alarmstufe II verboten.

#### Fünfte Verordnung zur Änderung der CoronaVO
Mit der Fünften Verordnung der Landesregierung zur Änderung der Corona-Verordnung vom 14. Dezember 2021 (GBl. S. 989), die am Tag darauf in Kraft trat, wurde nur § 25 Absatz 2 Satz 2 aufgehoben. Grund dafür waren Änderungen im IfSG.

#### Sechste Verordnung zur Änderung der CoronaVO
Mit der Sechsten Verordnung der Landesregierung zur Änderung der Corona-Verordnung vom 17. Dezember 2021 (GBl. S. 990), die am 20. des Monats in Kraft trat, wurden Auflagen verschärft und der Zutritt zu kommunalen Verwaltungen durch Einfügung eines neuen § 17c geregelt. Letzteres trat erst am 1. Januar 2022 in Kraft.

#### Siebte Verordnung zur Änderung der CoronaVO
Mit der Siebten Verordnung der Landesregierung zur Änderung der Corona-Verordnung vom 23. Dezember 2021 (GBl. S. 1047), die am 27. des Monats in Kraft trat, wurde u. a. das Tragen von FFP2-Masken in Innenräumen verpflichtend.

#### Achte Verordnung zur Änderung der CoronaVO
Mit der Achten Verordnung der Landesregierung zur Änderung der Corona-Verordnung vom 11. Januar 2021 (GBl. S. 33), die am 12. des Monats in Kraft trat, wurde u. a. die Alarmstufe II bis zum 1. Februar 2022 ohne Rücksicht auf die vorher bestimmenden Faktoren verlängert, die Sperrstunde neu festgesetzt und das verpflichtende Tragen von FFP2-Masken in Innenräumen konkretisiert.

#### Neunte Verordnung zur Änderung der CoronaVO
Mit der Neunten Verordnung der Landesregierung zur Änderung der Corona-Verordnung vom 27. Januar 2021 (GBl. S. 61), die am 28. des Monats in Kraft trat, wurde u. a. das bisherige Alarmstufen-System wieder eingesetzt und inhaltlich angepasst.

#### Weitere Änderungsverordnungen
Ferner wurde die elfte CoronaVO durch Änderungsverordnungen vom 8. Februar (GBl. S. 77), 22. Februar (GBl. S. 153) und 18. März 2022 (GBl. S. 193) geändert.

### Elfte Neufassung
Die zwölfte Verordnung der Landesregierung über infektionsschützende Maßnahmen gegen die Ausbreitung des Virus SARS-CoV-2 vom 1. April 2022 (GBl. S. 221) trat am 3. April 2022 in Kraft und setzte neue Anforderungen des novellierten Infektionsschutzgesetzes um.

#### Verordnung zur Änderung der CoronaVO
Die erste Verordnung der Landesregierung zur Änderung der Corona-Verordnung vom 26. April 2022 (GBl. S. 251) trat am 2. Mai 2022 in Kraft, schaffte die Maskenpflicht in Zahnarztpraxen ab und verlängerte die Gültigkeit der Verordnung bis zum 30. Mai 2022.

#### Zweite Verordnung zur Änderung der CoronaVO
Die Zweite Verordnung der Landesregierung zur Änderung der Corona-Verordnung vom 17. Mai 2022 (GBl. S. 276) trat am 31. Mai 2022 in Kraft und verlängerte die Gültigkeit der Verordnung bis zum 28. Juni 2022.

### Zwölfte Neufassung
Die 13. Verordnung der Landesregierung über infektionsschützende Maßnahmen gegen die Ausbreitung des Virus SARS-CoV-2 vom 21. Juni 2022 (GBl. S. 293) trat am 27. Juni 2022 in Kraft und galt zunächst bis zum 25. Juli 2022. Mit den vier Änderungsverordnungen vom 19. Juli (GBl. S. 375), 16. August (GBl. S. 441), 13. September (GBl. S. 481) und 22. September (GBl. S. 487) wurde die Gültigkeit der Verordnung bis zum 22. August, resp. zum 19., 23. und 30. September 2022 verlängert.

### Dreizehnte Neufassung
Die 14. Verordnung der Landesregierung über infektionsschützende Maßnahmen gegen die Ausbreitung des Virus SARS-CoV-2 vom 27. September 2022 (GBl. S. 487) setzte neue Regelungen des IfSG in Landesrecht um. Zunächst befristet bis 30. November 2022 wurde ihre Gültigkeit mit der ersten Änderungsverordnung am 22. November 2022 (GBl. S. 590) bis zum 31. Januar 2023 verlängert. Am 24. Januar 2023 wurde die Verordnung mit der zweiten Änderungsverordnung (GBl. S. 1) ein letztes Mal verlängert, und zwar bis zum 7. April 2023.
Die Corona-Verordnung wurde am 1. März 2023 aufgehoben. Der Beschluss der Landesregierung darüber war am 28. Februar 2023 mit der Verordnung der Landesregierung zur Aufhebung der Corona-Verordnung und weiterer Verordnungen (GBl. S. 74) gefasst worden.

## Grundlage weiterer Verordnungen
Mit der Dritten Verordnung der Landesregierung zur Änderung der Corona-Verordnung vom 28. März 2020 wurden Verstöße gegen die CoronaVO zu Ordnungswidrigkeiten und ein gesonderter Bußgeldkatalog erlassen.
Auf Grundlage der Corona-Verordnung in Verbindung mit dem Infektionsschutzgesetz haben das Sozialministerium (u. a. Corona-Verordnung WfMB vom 18. März 2020 sowie mehrere Änderungsverordnungen dieser und die Corona-Verordnung Einreise vom 10. April 2020 und mehrere Änderungsverordnungen dieser), das Kultusministerium (u. a. Corona-Verordnung religiöse Veranstaltungen und Zusammenkünfte vom 21. März 2020, einschließlich mehrerer Neufassungen dieser und die Corona-Pandemie-Prüfungsverordnung vom 29. April 2020), das Wirtschaftsministerium (u. a. Corona-Verordnung Friseurbetriebe und Corona-Verordnung Einzelhandel), das Verkehrsministerium (u. a. Corona-Verordnung Reisebusse) und das Innenministerium (Corona-Verordnung Datenverarbeitung) erlassen.

## Gerichtsentscheidungen
Ein beim Verwaltungsgerichtshof Baden-Württemberg (VGH Mannheim) eingereichter Eilantrag gegen die CoronaVO wurde im April 2020 negativ beschieden. Das Gericht stellte fest, dass die Gefahr für Leib und Leben eine höhere Bedeutung als das Geschäftsinteresse von drei Spielhallenbetreibern hatte. Im Juni 2021 sah der VGH die Lage mittlerweile so geändert, dass Spielhallen im Rahmen der Öffnungsstufe zwei geöffnet werden könnten.
Nachdem die Stadt Stuttgart mit Verweis auf die geltende CoronaVO eine Kundgebung zur Stärkung der Grundrechte untersagte, stellte ein Aktivist einen Eilantrag beim Verwaltungsgericht Stuttgart, der am 14. April 2020 abgelehnt wurde. Nach Erschöpfung des Rechtswegs der Verwaltungsgerichtsbarkeit rief er das Bundesverfassungsgericht an, welches eine Stellungnahme von der Stadt Stuttgart einforderte. Die Stadt gab an, dass sie keine Auflagen festsetzen kann, unter denen die Demonstration während der Pandemie möglich wäre. Diese pauschale Absage ging den Verfassungsrichtern zu weit, welche am 17. April 2020 eine einstweilige Anordnung erließen. Nach gemeinsamen Gesprächen zwischen Stadt und Demonstrationsanmelder fand die Demonstration unter Einhaltung der Abstandsregelungen statt.
Vor dem Verwaltungsgericht Sigmaringen klagte eine Betreiberin eines Geschäftes dagegen, dass sie ihr Geschäft mit über 800 Quadratmeter Ladenfläche geschlossen halten musste, auch wenn sie durch Abtrennungen nur 800 Quadratmeter für Kunden zugänglich machte. Nach Auffassung des Verwaltungsgerichts ließ die CoronaVO derartige Abtrennungen zu und gab der Klägerin am 21. April 2020 recht. Das Land kündigte an gegen die Entscheidung nicht in Berufung zu gehen und änderte die Richtlinie zur Öffnung von Einrichtungen des Einzelhandels. Entsprechend durften Einzelhändler mit abgetrennter Verkaufsfläche ab dem 23. April 2020 wieder öffnen.
Am 22. Januar 2021 gab der VGH Mannheim einem Eilantrag statt und setzte das Vertriebsverbot für Hundesalons und Hundefriseurläden außer Kraft. Das Gericht sah die Gleichbehandlung mit dem Einzelhandel, der Abholangebote anbieten durfte, nicht gegeben.
Am 17. Dezember 2021 setzte der VGH Mannheim die 2G-Regelung an Hochschulen nach der Klage eines Pharmaziestudenten vorläufig außer Vollzug. Der Verwaltungsgerichtshof sah ein Verstoß gegen das Grundrecht, die Ausbildungsstätte frei zu wählen.
Am 21. Januar 2022 setzte der VGH Mannheim die 2G-Regelung an Hochschulen ab 24. Januar außer Vollzug. Begründet wurde dies mit dem Einfrieren der „Alarmstufe II“ durch die Landesregierung, obwohl die niedrige Zahl an Krankenhauseinweisungen dies gemäß Gesetz geboten hätte.
Am 25. Januar 2022 setzte der VGH Mannheim die 2G-Regelung im Einzelhandel mit sofortiger Wirkung außer Vollzug, weil die baden-württembergische Landesregierung trotz der klaren Entscheidung vom 21. Januar 2022 nicht das Alarmstufensystem in der Corona-Verordnung wiedereingeführt hatte.
Am 2. Juni 2022 sprach der VGH Mannheim in drei Hauptverfahren erstmals Urteile zur CoronaVO.